# Erhard Schmidt
Pour les articles homonymes, voir Schmidt.
Erhard Schmidt (13 janvier 1876 - 6 décembre 1959) est un mathématicien allemand né à Dorpat, dans l'Empire russe.

## Biographie
Il a soutenu en 1905 une thèse sur les équations intégrales à l'université de Göttingen, sous la direction de David Hilbert.
Avec ce dernier, il est considéré comme l'un des fondateurs de l'analyse fonctionnelle abstraite moderne.
En 1948, il fonde la revue Mathematische Nachrichten et en devient son premier rédacteur en chef.